# Lightning Returns: Final Fantasy XIII
Lightning Returns: Final Fantasy XIII (ライトニング リターンズ ファイナルファンタジーXIII Raitoningu Ritānzu: Fainaru Fantajī Sātīn?) är ett actionrollspel som utvecklades och gavs ut av Square Enix till Playstation 3 och Xbox 360. Spelet gavs ut i november 2013 i Japan och februari 2014 i Europa och Nordamerika. En Microsoft Windows-version utgavs vid våren 2015.
Spelet är en direkt uppföljare till Final Fantasy XIII-2, och som avslutar handlingen i Final Fantasy XIII och som utgör en del av delserien Fabula Nova Crystallis inom spelserien Final Fantasy.

## Gameplay
Spelet har en omarbetad version av spelsystemet från de två tidigare spelen, med ett handlingsinriktat stridssystem, möjlighet att anpassa spelarkaraktärens kläder och en tidsgräns som spelaren måste förlänga genom att slutföra huvud- och sidouppdrag.

## Handling
Berättelsen i spelet utspelar sig 500 år efter det förra spelets slut. Lightning, huvudpersonen i det första spelet och en nyckelkaraktär i det andra, vaknar upp från en dvala tretton dagar före världens slut och väljs ut av gudomen Bhunivelze att rädda människorna i den döende världen, inklusive hennes tidigare vänner och allierade. Under hennes resa får hon reda på hela sanningen bakom både världens öde och Bhunivelzes verkliga agenda.

## Utveckling
Utvecklingen av spelet började i maj 2012, strax efter att XIII-2 sista DLC-paket gavs ut, och presenterades på en speciell 25th Anniversary Event för Final Fantasy-serien i september samma år. Spelet utvecklades av Square Enix's First Production Department och med utvecklaren Tri-Ace som hjälpte till med att skapa spelets grafik. Utvecklingsteamet ville att spelet skulle få ett slutgiltigt slut på berättelsen om både Lightning och XIII-universumet, och att ta itu med den kritik som riktats mot de två senaste spelen.

## Mottagande
Spelet har fått blandade recensioner i både Japan och Västvärlden. Spelet fick beröm för dess förbättrade stridssystem, medan det fick kritik för dess blandade grafik, tidsgräns och andra aspekter inom spelets gameplay, medan berättelsen och karaktärerna kritiserades för att vara svaga och dåligt utvecklade.

## Engelska röstskådespelare
- Ali Hillis - Claire 'Lightning' Farron
- Vincent Martella - Hope Estheim
- Troy Baker - Snow Villiers
- Georgia Van Cuylenburg - Oerba Dia Vanille
- Rachel Robinson - Oerba Yun Fang
- Jason Marsden - Noel Kreiss
- Reno Wilson - Sazh Katzroy
- Andre Robinson - Dajh Katzroy
- Bailey Gambertoglio - Mog
- Liam O'Brien - Caius Ballad
- Amber Hood - Paddra Nsu-Yeul
- Jessica DiCicco - Lumina
- Daniel Riordan - Bhunivelze
- Laura Bailey - Serah Farron
- Erik Davies - Cid Raines
- Julie Nathanson - Chocolina

Olika röstroller
- André Sogliuzzo
- Bob Joles
- Brian Bloom
- Cam Clarke
- Crispin Freeman
- Eliza Schneider
- Fred Tatasciore
- Gideon Emery
- Grey DeLisle
- James Horan
- J. B. Blanc
- Jennifer Hale
- Jim Cummings
- Josh Keaton
- Juliet Landau
- Kari Wahlgren
- Kath Soucie
- Kimberly Brooks
- Michael Gough
- Nolan North
- Olivia Hack
- Pamela Adlon
- Pat Fraley
- Paul Eiding
- Rachael MacFarlane
- Robin Atkin Downes
- Steve Blum
- Tim Russ
- Tom Kenny
- Wally Wingert
- William Mapother